# کانادا بی (نیو ساوت ولز)
کانادا بی (به انگلیسی: Canada Bay) یک حومه شهر در استرالیا است که در نیو ساوت ولز واقع شده‌است.